# カイル・シンクラー
カイル・シンクラー（Kyle Sinckler、1993年3月30日 - ）は、トップ14RCトゥーロンに所属するラグビーユニオン選手。

## プロフィール
- イングランド・ロンドンワンズワース出身。
- ポジションはプロップ(PR)。
- 身長 180cm、体重 120kg
- U20イングランド代表に選ばれたことがある[1]。
- イングランド代表キャップは68（2024年10月現在）でラグビーワールドカップ2019・ラグビーワールドカップ2023のイングランド代表に選ばれた[2][3]。
- ブリティッシュ・アンド・アイリッシュ・ライオンズに選ばれたことがある[4]。

## 略歴
2011年、ハーレクインズに加入。 
2020年、ブリストル・ベアーズに加入。 
2024年、RCトゥーロンに加入。